# Serkan Tören
Serkan Tören (né le 6 novembre 1972 à Fatsa) est un homme politique allemand.

## Biographie
Après son abitur en 1992 au Vincent-Lübeck-Gymnasium à Stade, Töran étudie le droit à l'université de Hambourg. Depuis 2004, il est avocat à Hambourg.
En 1993, Töran s'inscrit au FDP. Il est membre du parlement de Basse-Saxe. Lors des élections fédérales allemandes de 2009, il obtient au siège au Bundestag grâce à sa huitième place sur la liste régionale du FDP. Il est membre de la commission de l'Intérieur et de la Commission d'enquête sur le Nationalsozialistischer Untergrund. Il s'engage contre la circoncision pratiquée par la religion et le port de la burqa dans l'espace public.
Aux élections fédérales allemandes de 2013, le FDP n'atteint pas 5 % des voix, Serkan Tören n'est pas réélu au Bundestag.
En 2015, la section FDP de Stade ne le réélit pas président.

## Source de la traduction
- (de) Cet article est partiellement ou en totalité issu de l’article de Wikipédia en allemand intitulé « Serkan Tören » (voir la liste des auteurs).